# Antonio Arrigoni

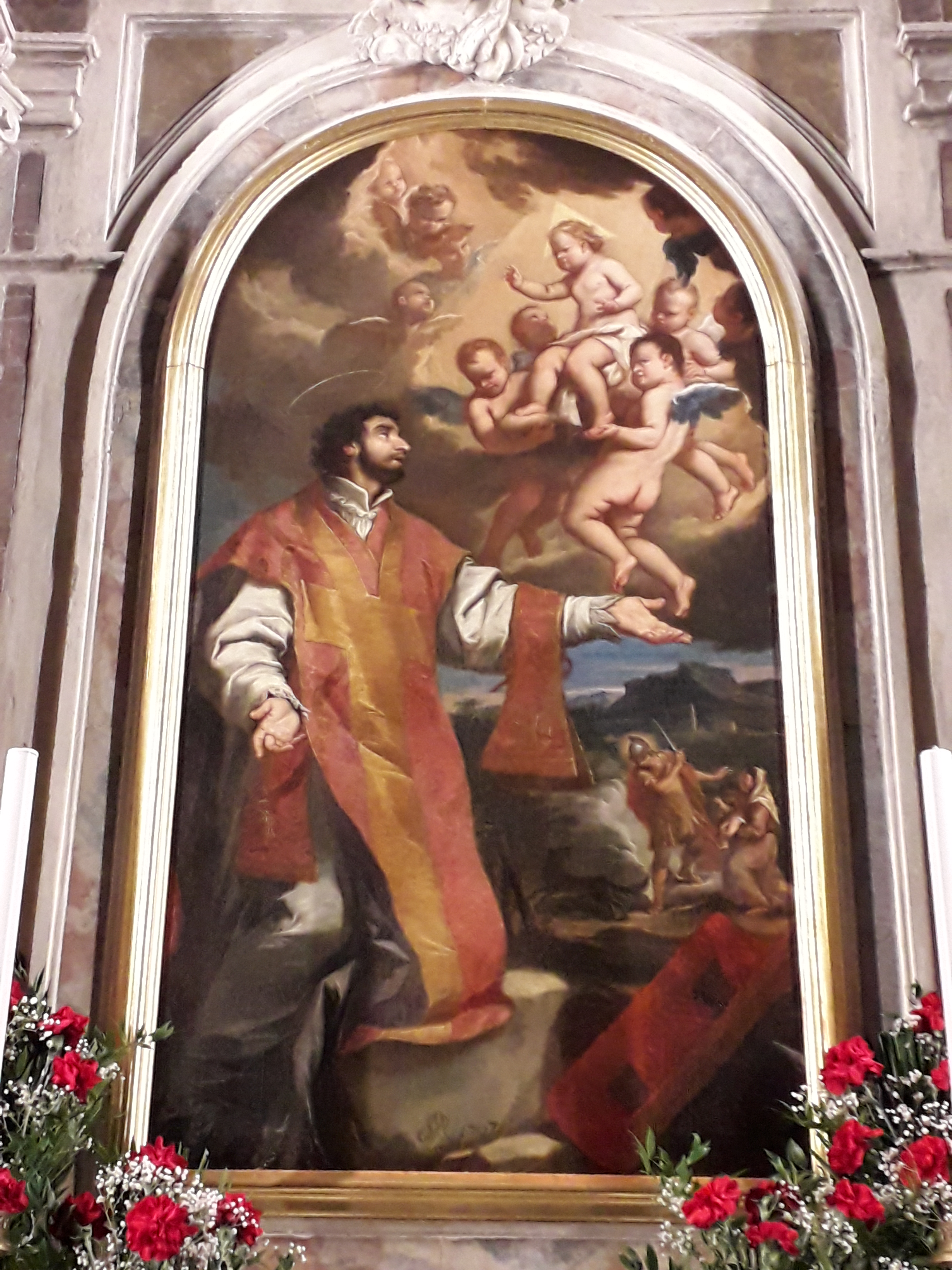
Antonio Arrigoni, San Valentino sacerdote (1707). Chiesa parrocchiale di Pozzoleone (VI).

Antonio Arrigoni (1664 circa – dopo il 1730) è stato un pittore italiano.

## Biografia
Nato probabilmente a Vicenza, ha lavorato a cavallo tra il seicento e il settecento ed è stato attivo a Venezia dal 1690; nel 1712 è iscritto nella fraglia dei pittori e inserito tra i quattordici specialisti "in istoria"; è attivo anche a Vicenza, dove lascia un discreto numero di opere. Si formò plausibilmente nella bottega di Antonio Zanchi; successivamente si accostò ai modi di Antonio Molinari così da superare le tonalità tenebrose del maestro. Nonostante sia stato trascurato dalla critica in modo incredibile, Arrigoni si dimostra una personalità di grande importanza nel panorama artistico del tempo, rivela una pittura di grande eleganza formale, compositivamente calibrata e che mostra precoci aperture verso l'accademia, si distingue per una ricerca di effetti materici di particolare luminosità. Ebbe legami con i maggiori artisti della Serenissima dell'epoca, Antonio Molinari e soprattutto Giambattista Pittoni. Molte sono anche le sue somiglianze di stile con altri grandi maestri Sebastiano Ricci, Antonio Balestra e Gregorio Lazzarini con i quali le sue opere furono spesso confuse.

## Opere
Sue opere si conservano a Venezia nella chiesa di San Moisè e un grande telero nel palazzo Ducale; a Vicenza nella chiesa di Santa Caterina, nella chiesa di Santo Stefano e nell'oratorio di San Nicola da Tolentino; nel museo diocesano di Treviso; nella chiesa di San Tiziano a Goima di Val di Zoldo (BL); nella chiesa parrocchiale di Pozzoleone (VI); nella chiesa parrocchiale di Resana (TV); a Thiene (VI) nel soffitto del duomo; a Rovigo nelle raccolte del seminario; a Bergamo nella galleria Lorenzelli; nel museo civico di Lussinpiccolo (Croazia); nella chiesa francescana di Santa Chiara a Cattaro (Montenegro); nel "The tweed museum of Art" a Duluth (USA); a Varsavia (Polonia) nel museum Narodowy.